# The Seinfeld Chronicles
"Crónicas de Seinfeld" (también conocido como "Good News, Bad News" en las reposiciones) es el piloto de la comedia de situación Seinfeld emitida en la NBC. El piloto, el primero de los 180 episodios de Seinfeld, fue escrito por sus creadores Larry David y Jerry Seinfeld, y fue dirigido por Art Wolff. Fue emitido el 5 de julio de 1989.
Cuando se emitió, el piloto fue visto por cerca del 11% de familias estadounidense. Estos datos fueron suficientes para asegurar la primera temporada de la serie. Seinfeld se convirtió más tarde en una de las más exitosas comedias jamás hechas, siendo nombrada en 2002 con una encuesta, el mejor programa de televisión estadounidense de todos los tiempos. Una encuesta de 2006 llevada a cabo por el Channel 4 británico la nombró como la tercera mejor comedia de situación de la historia.
El episodio piloto incluye varias diferencias con el resto de la serie. El personaje de Cosmo Kramer es llamado "Kessler". Elaine Benes no aparece en este episodio. Jerry y George comen en "Pete's Luncheonette" en lugar de Monk's Café como es habitual en el resto de episodios. Estaba pensado que el personaje de Claire la camarera fuera un personaje habitual, pero no aparece en ningún otro episodio.

## Argumento
Jerry y su amigo George Costanza están sentados en "Pete's Luncheonette", debatiendo acerca del botón de una camisa. Jerry entonces le habla a George acerca de una mujer que conoció en Míchigan, llamada Laura, que va a ir a Nueva York. Jerry se pregunta si sus intenciones serán románticas. Los dos continúan hablando de ella cuando están en la lavandería.
La tarde siguiente, Jerry le dice a su vecino, Kessler (Kramer), que piensa que malinterpretó la situación con Laura. Jerry recibe entonces una llamada de Laura, que le pregunta si puede quedarse a dormir en su apartamento. Jerry la invita, pero sigue inseguro porque sigue sin saber si la visita va a ser romántica.
En el aeropuerto, George y Jerry continúan intentando identificar las posibles señales que Laura podría hacer a su llegada, con George explicando el significado de varios saludos. Sin embargo, cuando Laura llega, su saludo no ofrece ninguna insinuación. Jerry y Laura llegan al apartamento. Laura se pone cómoda, pide un poco de vino, apaga la luz y le pregunta si puede quedarse una segunda noche. Cuando Jerry empieza a mostrarse más confiado, el teléfono suena para Laura. Cuando Laura cuelga el teléfono le dice a Jerry: "Es horrible estar prometida." Jerry se da cuenta de que no tiene ninguna opción con Laura.

## Recepción
El piloto fue inicialmente exhibido para un grupo de ejecutivos de la NBC en Burbank, California a inicios de 1989. Aunque el piloto no llevaba la explosión de risas generalmente utilizada en los éxitos anteriores de la NBC como The Cosby Show y The Golden Girls, obtuvo respuestas positivas de los ejecutivos reunidos. Una excepción era Brandon Tartikoff, quién estaba preocupado de que el programa fuera "Muy Nueva York, muy judío". Antes del estreno en televisión del episodio, fue mostrado a una audiencia de prueba de 400 hogares, y obtuvo respuestas totalmente negativas. Littlefield posteriormente recordaría que "En la historia de los reportes de episodios piloto, Seinfeld tenía que ser el peor de todos los tiempos". El memorandum que resumió la reacción de las audiencias de prueba, contenían respuestas como "Ningun segmento de la audiencia estaba dispuesto a ver el programa de nuevo" y "Ninguno de los [personajes secundarios] eran particularmente agradables". Pese a los bajos índices de audiencia que el programa recibió de su audiencia de prueba, la primera emisión pública de "The Seinfeld Chronicles" tomó lugar en el 5 de julio de 1989, para ver como los espectadores reaccionarían esta vez, incluso aún si los ejecutivos decidieron que el programa no sería elegido para una temporada completa. "The Seinfeld Chronicles" finalizó segundo en su espacio de tiempo, detrás del drama policíaco Jake and the Fatman, con un nielsen rating de 10.9/19, significando que el piloto fue visto por el 10.9% de los hogares estadounidenses, y que 19% de todos los televisores en uso en el momento estaban sintonizados con el programa.
A diferencia de la audiencia de prueba, los críticos de televisión generalmente reaccionaron positivamente al episodio piloto, viéndolo tanto como original e innovativo. Tom Green, crítico de USA Today resumió el programa como un "una mezcla divertida de rutinas de comedia stand-up mezcladas con el material tradicional de sitcom". Eric Mink de St. Louis Post-Dispatch escribió que él pensó que el programa era inusual e intrigante, aunque "algo gracioso". Joe Stein de San Diego Evening Tribune comentó "No todos los comediantes de stand-up encajan en el formato de sitcom, pero Seinfeld lo hace". Una respuesta más negativa vino de un crítico de The Fresno Bee, que declaró que "Me gustó el concepto, pero los chistes de Seinfeld eran tan tontos que tu esperabas que el asunto del stand-up pudiera volar de tal manera que volvieras a la historia". Aunque el crítico aplaudió la actuación de Alexander comentó que su actuación no era sufciente mantener el programa "de ser solamente otro pedazo de mentiras veraniegas ofrecidas por un gran canal comercial.
Aunque los ejecutivos del canal habían decidido no tomar a The "Seinfeld Chronicles" para una primera temporada, algunos de ellos no estaban dispuestos a rendirse con el producto, ya que sentían que la serie tenía potencial. Rick Ludwin, uno de los más grandes apoyadores del programa, eventualmente hizo un trato con Tartikoff, rindiendo algo de su propio dinero de desarrollo y cancelando un especial de Bob Hope, de tal manera que la división de entretenimiento podría ordenar cuatro episodios más de "The Seinfeld Chronicles"; los cuales formarían el resto de la primera temporada de la serie.